# 郵局協定
郵局協议（英語：Post Office Protocol，缩写：POP）是TCP/IP协议族中的一员，由1996年5月發行之 RFC 1939 首次定义。此协议主要用于支持使用客户端远程管理在服务器上的电子邮件。最新版本為POP3，全名“Post Office Protocol - Version 3”，而提供了SSL加密的POP3协议被称为POP3S。
POP支持离线邮件处理。其具体过程是：邮件发送到服务器上，电子邮件客户端调用邮件客户机程序以连接服务器，并下载所有未阅读的电子邮件。这种离线访问模式是一种存储转发服务，将邮件从邮件服务器端送到个人终端机器上，一般是PC机或Mac。一旦邮件下載到PC机或Mac上，邮件服务器上的邮件将会被删除。但目前的POP3邮件服务器大都可以“只下载邮件，服务器端并不删除”，也就是改进的POP3协议。

## POP3通信举例
在发送方（客户端）和接收方（服务器）间建立连接之后，接下来是一个合法的POP3会话。在多数计算机系统上，可以在发送的机器上使用telnet命令来建立连接，比如：
```
telnet www.example.com 110

```

它打开一个从发送的机器到主机www.example.com的POP3连接。以下对几个常用的pop3命令作一个简单的介绍：
| 命令 | 参数        | 状态 | 描述                                                                               |
| ---- | ----------- | ---- | ---------------------------------------------------------------------------------- |
| user | username    | 认可 | 此命令与下面的pass命令若成功，将导致状态转换                                       |
| pass | password    | 认可 |                                                                                    |
| apop | name,digest | 认可 | 一种安全传输口令的办法，digest是md5消息摘要，执行成功导致状态转换，请参见 RFC 1321 |
| stat | none        | 处理 | 请求服务器发回关于邮箱的统计资料，如邮件总数和总字节数                             |
| uidl | [msg#]      | 处理 | 返回邮件的唯一标识符，pop3会话的每个标识符都将是唯一的                             |
| list | [msg#]      | 处理 | 返回邮件数量和每个邮件的大小                                                       |
| retr | [msg#]      | 处理 | 返回由参数标识的邮件的全部文本                                                     |
| dele | [msg#]      | 处理 | 服务器将由参数标识的邮件标记为删除，由quit命令执行                                 |
| rset | none        | 处理 | 服务器将重置所有标记为删除的邮件，用于撤消dele命令                                 |
| top  | [msg#],n    | 处理 | 服务器将返回由参数标识的邮件前n行内容，n必须是正整数                               |
| noop | none        | 处理 | 服务器返回一个肯定的响应，不做任何操作。                                           |
| quit | none        | 更新 | 退出                                                                               |

## POP協定相關的RFC
- RFC 918 - "POST OFFICE PROTOCOL"（1984年10月）
- RFC 937 - "POST OFFICE PROTOCOL - VERSION 2"（1985年2月）
- RFC 1734 - "POP3 AUTHentication command"（1994年11月）
- RFC 1939 - "Post Office Protocol - Version 3"（1996年5月）
- RFC 2195 - "IMAP/POP AUTHorize Extension for Simple Challenge/Response"（1997年9月）
- RFC 2222 - "Simple Authentication and Security Layer (SASL)"（1997年10月）
- RFC 2449 - "POP3 Extension Mechanism"（1998年11月）
- RFC 2595 - "Using TLS with IMAP, POP3 and ACAP"（1999年6月）
- RFC 3206 - "The SYS and AUTH POP Response Codes"（2002年2月）

## 相關
- IMAP（Internet Message Access Protocol）
- SMTP（Simple Mail Transfer Protocol）
- webmail

## 外部連結
- POP3详细资料 （页面存档备份，存于）